# Panamomops
Panamomops là một chi nhện trong họ Linyphiidae.